# Tierceron

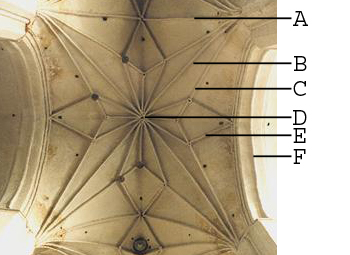
Stergewelf in de kerk van Toruń met daarin aangegeven verschillende onderdelen:
A: twee gordelbogen
B: twee diagonaalribben
C: een tierceron
D: een druiper, of doorhangende sluitsteen
E: een lierne
F: twee schild of muraalbogen

Een tierceron is een rib in een gewelf, die is ontstaan toen de gewelfsbouw zich in de Gotiek steeds verder ontwikkelde, tot onder andere het stergewelf.
Een tierceron is direct verbonden met het punt waar het gewelf op rust, meestal een zuil of kolom. Maar is geen onderdeel van de hoofdconstructie, die bestaat uit de gordelboog, de muraalboog en de diagonaalboog.